# Godier Genoud

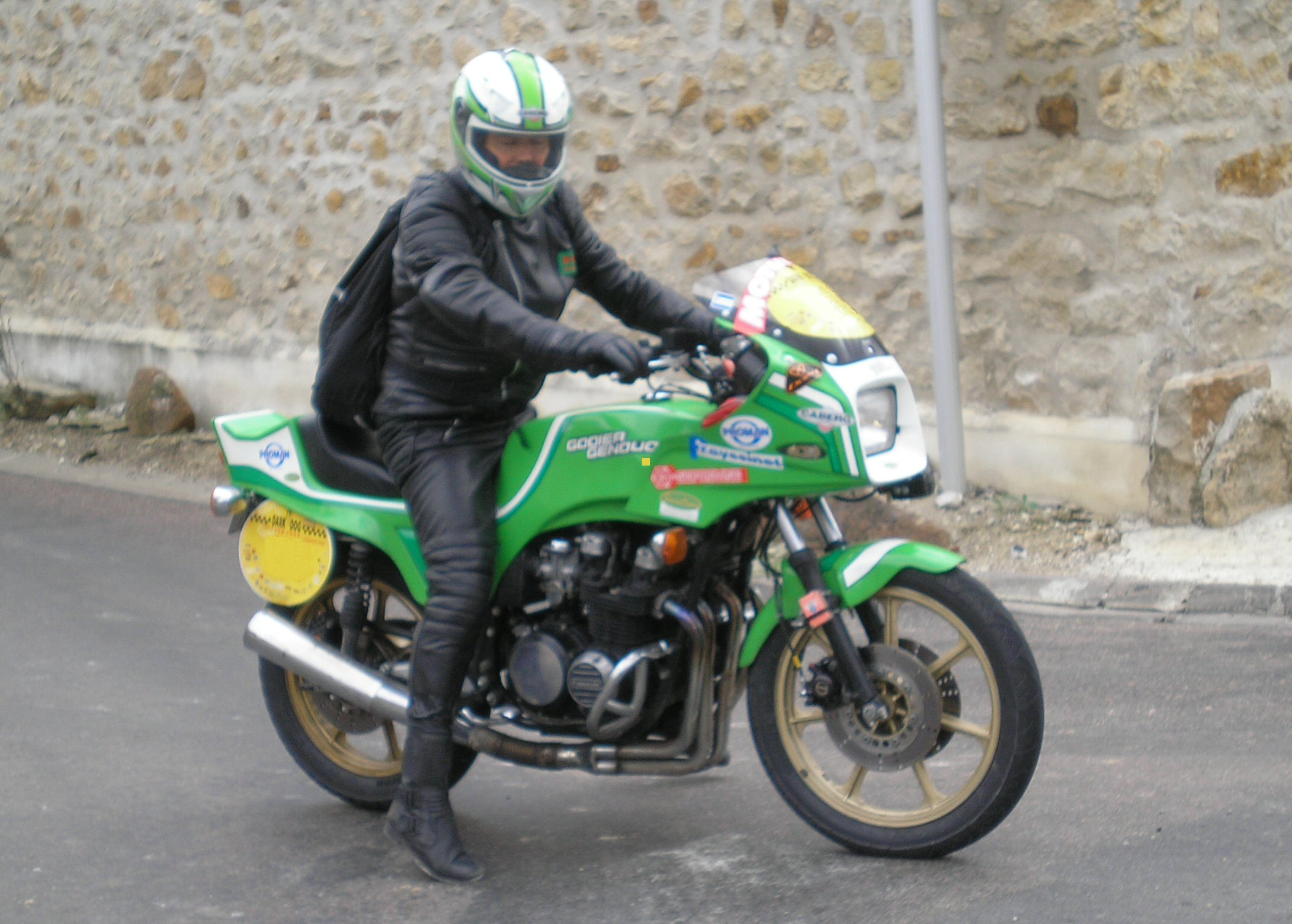
Godier Genoud auf Basis der Kawasaki Z750

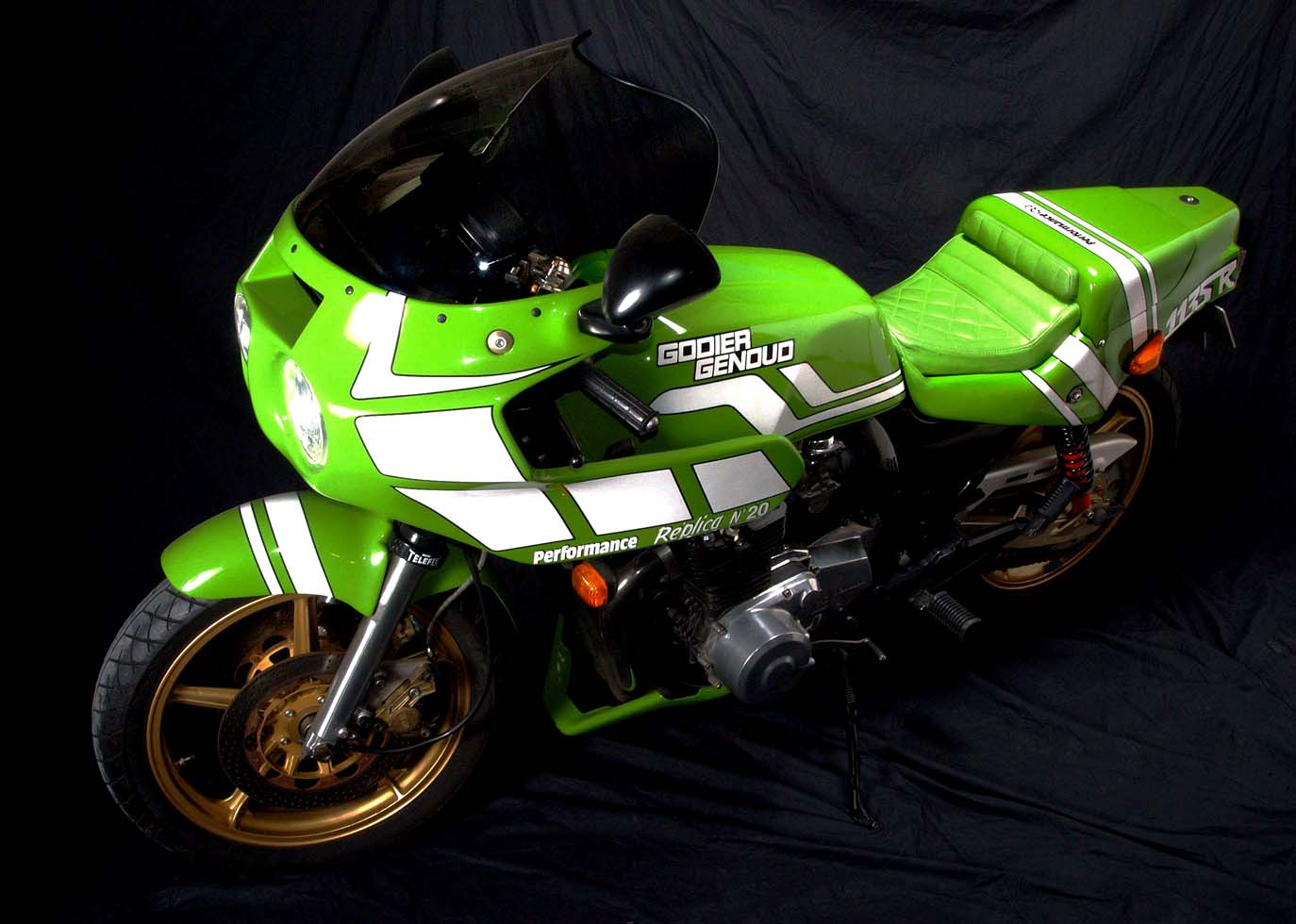
Godier Genoud 1135R

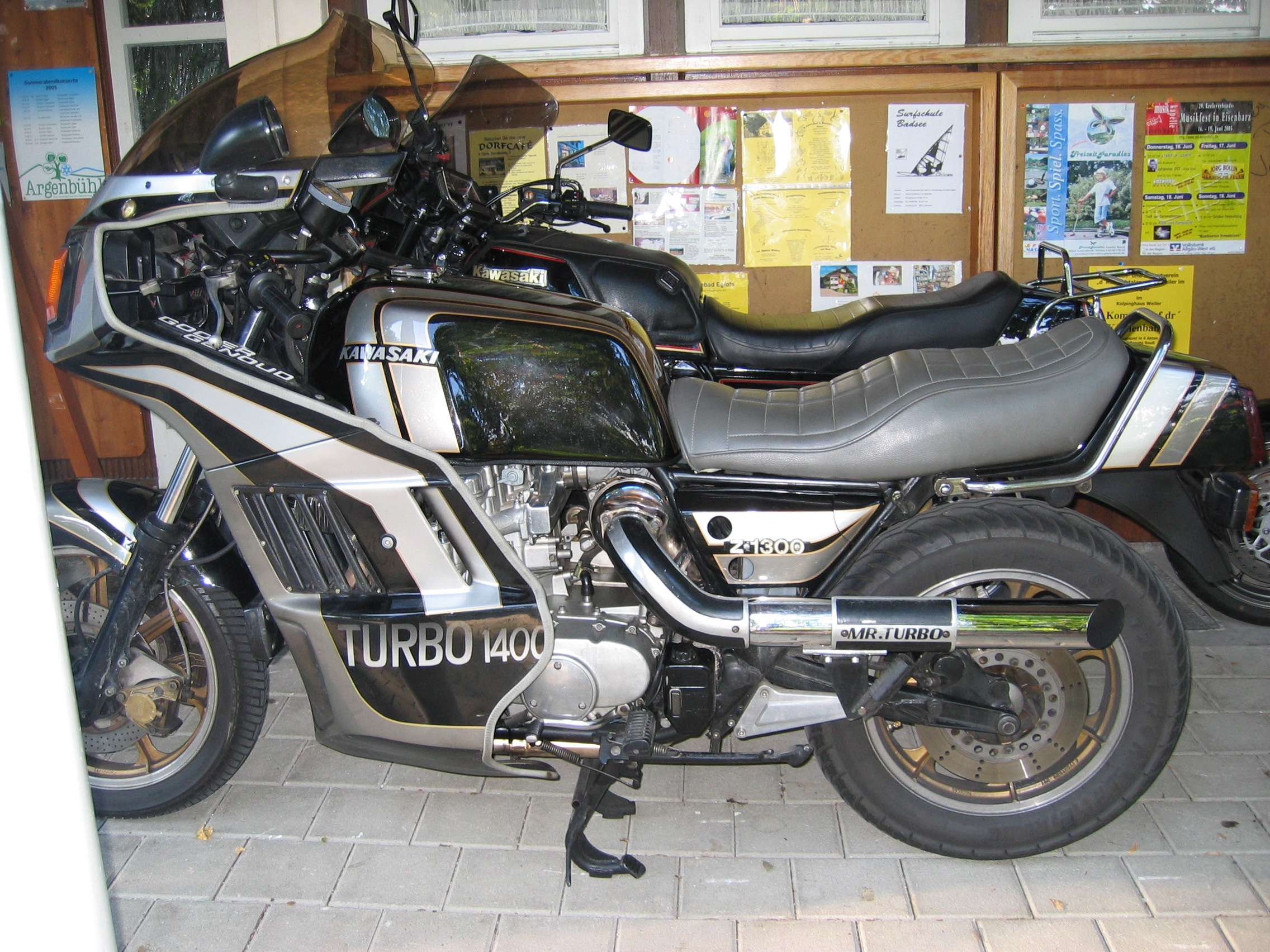
Godier Genoud Z1400 Turbo

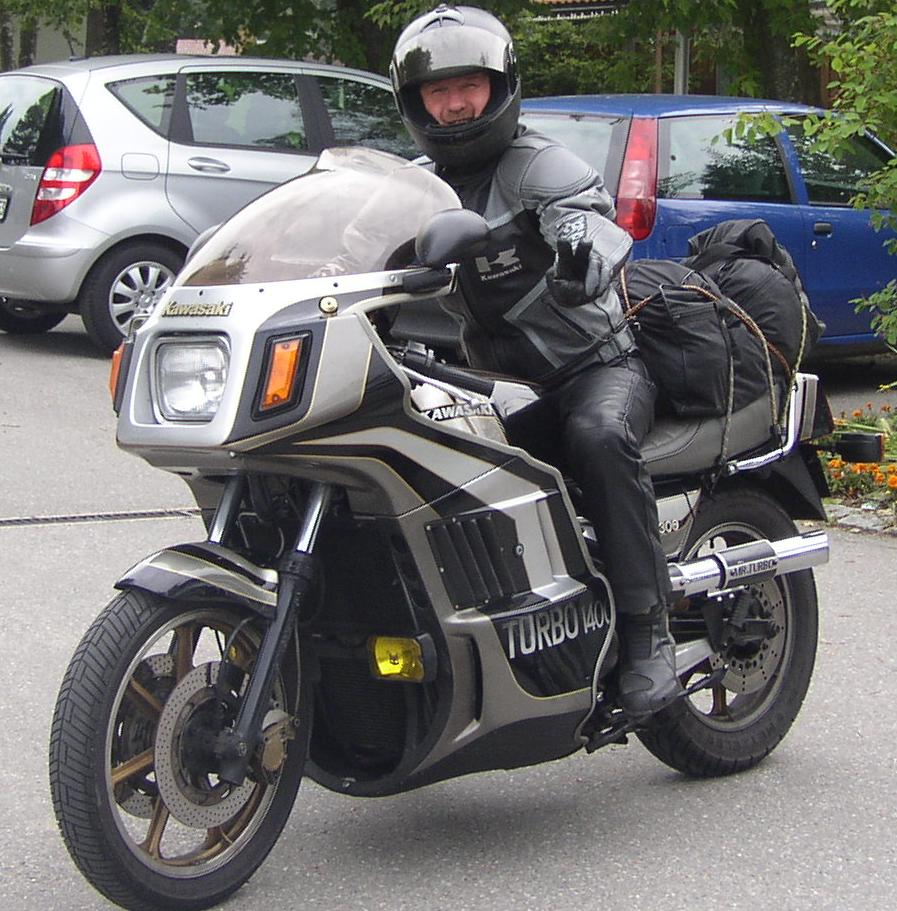
Godier Genoud Z1400 Turbo

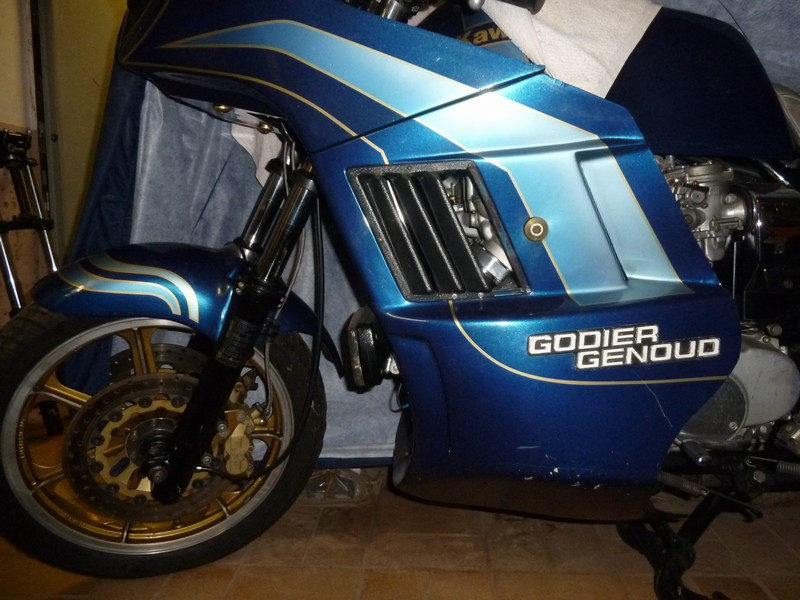
Godier Genoud logo

Godier Genoud war ein französisches Rennteam und Motorradspezialist- und -Tuner aus Viry (Haute-Savoie).

## Geschichte
Georges Godier und Alain Genoud waren Freunde seit 1967 und teilten ihre Leidenschaft für Motorradsport, bis sie 1972 beschlossen, ihre Aktivitäten zusammenzufassen und sich auf Motorrad-Langstreckenrennen zu konzentrieren. Georges Godier als ausgebildeter Mechaniker kümmerte sich um den Bereich Technik, während Alain Genoud sich auf die Organisation der Zusammenarbeit konzentrierte. Ihre ersten Rennen bestritten sie auf einer Egli mit dem Motor einer Honda CB 750 Four. Sie siegten beim Langstreckenrennen in Zolder und erreichten vordere Platzierungen bei anderen Veranstaltungen.
Im Jahr 1974 änderte das Team seine Strategie und schenkte erstmal dem Thema Werbung Beachtung. Ein Bekannter der beiden, Serge Rosset, widmete sich diesem Anliegen und fragte bei Honda um finanzielle und materielle Unterstützung. Nachdem Honda dem Team abgesagt hatte, kontaktierte man Kawasaki. Kawasaki erkannte in dem Team die Möglichkeit, die eigenen Modelle und ihre Performance in den Vordergrund stellen zu können und stellte dem Team zwei Motorräder zur Verfügung. Obwohl mit einem schnellen Erfolg nicht zu rechnen war, wurde das Team Sieger beim Bol d’Or, in Mettet und Barcelona und schließlich Europameister.
Im Jahr 1975 trat das Team mit einem erhöhten Budget und einem dritten Motorrad erneut an. Die Motorräder waren gänzlich anders (Modulbauweise) gestaltet als ihre Vorgänger, sodass bei einem Defekt das beschädigte Teil nicht mehr repariert werden musste, sondern einfach das Modul ausgetauscht wurde, um so Zeit zu sparen. Der Rahmen wurde von Grund auf neu gestaltet und von einem Spezialisten gefertigt. Auch in diesem Jahr wurde das Team Europameister.
1976 zogen sich Georges Godier und Alain Genoud langsam aus dem Rennsport zurück und konzentrierten sich voll auf die Produktion von Motorrädern in Viry. Zwar nahm das Team 1976 und 1977 noch an der Europameisterschaft teil, konnte jedoch aufgrund der harten Konkurrenz keine Siege mehr erringen.

## Produktion
Die nachfolgende Aufstellung ist nicht komplett, da diverse Motorräder in Kundenauftrag umgebaut wurden, gibt jedoch einen guten Überblick:
- 1000 GG: auf Basis der Z900 / Z1000
- 1135 R: auf Basis der 1000 J/R
- 1300 GG & 1400 Turbo: auf Basis der Z1300, von der Z1400 Turbo wurden insgesamt nur 3 Exemplare gebaut
- 650 Raid: auf Basis der 650 KLR
- 650 GG & 650 GG R: auf Basis der Z650
- ZRX 1000 GG: auf Basis der GPZ1000 RX
- ZX-10 GG & ZXR 10: auf Basis der ZX-10
- ZZR 1100 GG: auf Basis der ZZR 1100
- 1100 ZR: auf Basis der 900GPZ
- ZXR 7 GG: auf Basis der ZXR 7
- Ultima & 949: auf Basis der ZX-9R
- 1000 Turbo: auf Basis der GPZ